# Johannes Pettendorfer
Johannes Pettendorfer (* um 1480 in Regensburg; † 1533 in Nürnberg) war ein deutscher Geistlicher.
Pettendorfer schrieb sich am 16. Juli 1490 an der Universität Ingolstadt ein. Er promovierte an der Universität Ferrara. Anschließend war er Pfarrer an der Münsterkirche in Ingolstadt.
Papst Julius II. ernannte ihn am 4. Dezember 1512 zum Titularbischof von Nicopolis in Palaestina und Weihbischof in Würzburg. 1516 wurde er Generalvikar in Würzburg. Um 1523 wurde er seiner bischöflichen Funktionen verlustig. Ab 1524 wandte er sich den Lehren Luthers zu. 